# 戶田城聖
戶田城聖（1900年2月11日—1958年4月2日）是日本宗教人物。出生於石川縣。第二次世界大战期間因為反對戰爭而被當局指控違反治安维持法以及犯下了不敬罪並被投入監獄。他是創價學會的二代會長。

## 外部連結
- 戸田城聖 （页面存档备份，存于） - 創價學會